# Plethodon shermani
Plethodon shermani är en groddjursart som beskrevs av Leonhard Hess Stejneger 1906. Plethodon shermani ingår i släktet Plethodon och familjen lunglösa salamandrar. IUCN kategoriserar arten globalt som sårbar. Inga underarter finns listade i Catalogue of Life.